# Blomdyrkarbi
Blomdyrkarbi (Rophites quinquespinosus) är en biart som beskrevs av Maximilian Spinola 1808. Arten ingår i släktet blomdyrkarbin (Rophites) och familjen vägbin.

## Beskrivning
Blomdyrkarbiets kropp är smal och svartbrun med gråbeige, gles behåring. På tergiternas bakkanter finns ljusa hårband. Clypeus är kort och utbuktande; antennerna sitter just ovanför. På clypeus och pannan har honorna styva, långa och avsmalnande hår, som de använder för att vibrera loss pollen. Arten är 8 till 10 mm lång.

## Utbredning
På europeiska kontinenten finns arten sparsamt från Frankrike (Pyreneerna) i väster till Estland i öster. Den nord–sydliga utbredningen är från Sverige i norr till Italien och Grekland i söder. Den förekommer även som en isolerad population i Sibirien.
Arten minskar globalt, och IUCN rödlistar den som nära hotad ("NT"). Främsta orsakerna är minskning av habitat och värdväxter till följd av nyare metoder inom jordbruket, bland annat rörande gödsling och ogräsbekämpning.

### Förekomst i Sverige och Finland
Enligt den svenska rödlistan är arten nationellt utdöd i Sverige. Arten har tidigare förekommit i Skåne men försvann  1880, eventuellt först på 1910-talet.
Arten saknas i Finland.

## Ekologi
Generellt föredrar arten torra, lätta och solbelysta jordar, magerängar, vägrenar och ruderat. Arten är oligolektisk vad gäller pollen, den är specialiserad på en enda växtfamilj, kransblommiga växter, av vilka den bland annat flyger till bosyska, knölsyska, styvsyska och humlesuga. Den har dock även setts på liten blåklocka ur klockväxternas familj..  För att samla pollen pressar honan huvudet mot ståndarna, och utnyttjar ansiktsborsten för att med hjälp av huvudrörelser och vibrationer skaka loss pollen. Flygtiden i norra delen av utbredningsområdet är juli och augusti, där hanarna kommer fram något tidigare än honorna. Längre söderut börjar biet flyga redan i juni.

### Fortplantning
Arten är solitär som alla blomdyrkarbin, men det är vanligt att honorna placerar larvbona, som grävs ut i vegetationsfattig jord, nära varandra. De består av en huvudgång som går ner till omkring 20 cm djup, och är försedd med ett antal förgreningar. I slutet av dessa finns en till två larvceller. Det förekommer att larvcellerna angrips av boparasiten Biastes emarginatus, ett pärlbi som lägger ägg i larvcellerna, ett i varje. Den resulterande larven lever av den insamlade näringen sedan värdägget eller -larven dödats.